# Grapevine (Texas)
Grapevine is een plaats (city) in de Amerikaanse staat Texas, en valt bestuurlijk gezien onder Dallas County, Denton County en Tarrant County.

## Demografie
Bij de volkstelling in 2000 werd het aantal inwoners vastgesteld op 42.059.
In 2006 is het aantal inwoners door het United States Census Bureau geschat op 48.583, een stijging van 6524 (15.5%).

## Geografie
Volgens het United States Census Bureau beslaat de plaats een oppervlakte van
92,9 km², waarvan 83,6 km² land en 9,3 km² water. Grapevine ligt op ongeveer 158 m boven zeeniveau.

## Geboren
- Sarah Shahi (10 januari 1980), model en actrice
- Annie Ilonzeh (23 augustus 1983), actrice

## Plaatsen in de nabije omgeving
De onderstaande figuur toont nabijgelegen plaatsen in een straal van 12 km rond Grapevine.